# Reserva Extrativista do Rio Cajari
A Reserva Extrativista do Rio Cajari (RESEX Rio Cajari) é uma unidade de conservação brasileira de uso sustentável da natureza localizada no estado do Amapá. Criada através de Decreto Presidencial, em 12 de março de 1990, Rio Cajari possui uma área de 481 650 ha.